# Petr Reinberk
Petr Reinberk (* 23. května 1989) je český profesionální fotbalista, který hraje na pozici pravého obránce za český klub 1. FC Slovácko. Je také bývalým českým mládežnickým reprezentantem.

## Klubová kariéra
Reinberk je odchovancem 1. FC Slovácko, kde působil v mládežnické akademii. Do A-týmu Slovácka byl zařazen v jarní části sezony 2007/08. Sezonu 2009/10 strávil na hostování v FC Vítkovice.

## Reprezentační kariéra
Petr Reinberk reprezentoval Českou republiku od kategorie U16 výš. S výběrem U17 je vicemistrem Evropy z roku 2006, kde čeští mladíci podlehli ve finále Rusku až v penaltovém rozstřelu.
29. března 2009 se poprvé představil v dresu „lvíčat“ (česká jedenadvacítka) v přípravném utkání proti Jižní Koreji, bylo to jeho jediné vystoupení v reprezentaci U21.